# Westfield (Indiana)
Westfield es un pueblo ubicado en el condado de Hamilton en el estado estadounidense de Indiana. En el Censo de 2010 tenía una población de 30068 habitantes y una densidad poblacional de 428,72 personas por km².

## Geografía
Westfield se encuentra ubicado en las coordenadas 40°1′43″N 86°9′24″O / 40.02861, -86.15667. Según la Oficina del Censo de los Estados Unidos, Westfield tiene una superficie total de 70.13 km², de la cual 69.51 km² corresponden a tierra firme y (0.89%) 0.62 km² es agua.

## Demografía
Según el censo de 2010, había 30068 personas residiendo en Westfield. La densidad de población era de 428,72 hab./km². De los 30068 habitantes, Westfield estaba compuesto por el 90.86% blancos, el 2.19% eran afroamericanos, el 0.23% eran amerindios, el 2.45% eran asiáticos, el 0.03% eran isleños del Pacífico, el 2.63% eran de otras razas y el 1.62% pertenecían a dos o más razas. Del total de la población el 5.81% eran hispanos o latinos de cualquier raza.